# 秀美圭亞那麗魚
秀美圭亞那麗魚，為輻鰭魚綱鱸形目隆頭魚亞目慈鯛科的其中一種，分布於南美洲蘇利南的Marowijne河流域，體長可達8.1公分，棲息在溪流中底層水域，生活習性不明，可作為觀賞魚。

## 擴展閱讀
維基物種上的相關：秀美圭亞那麗魚